# 싸얌 파라곤

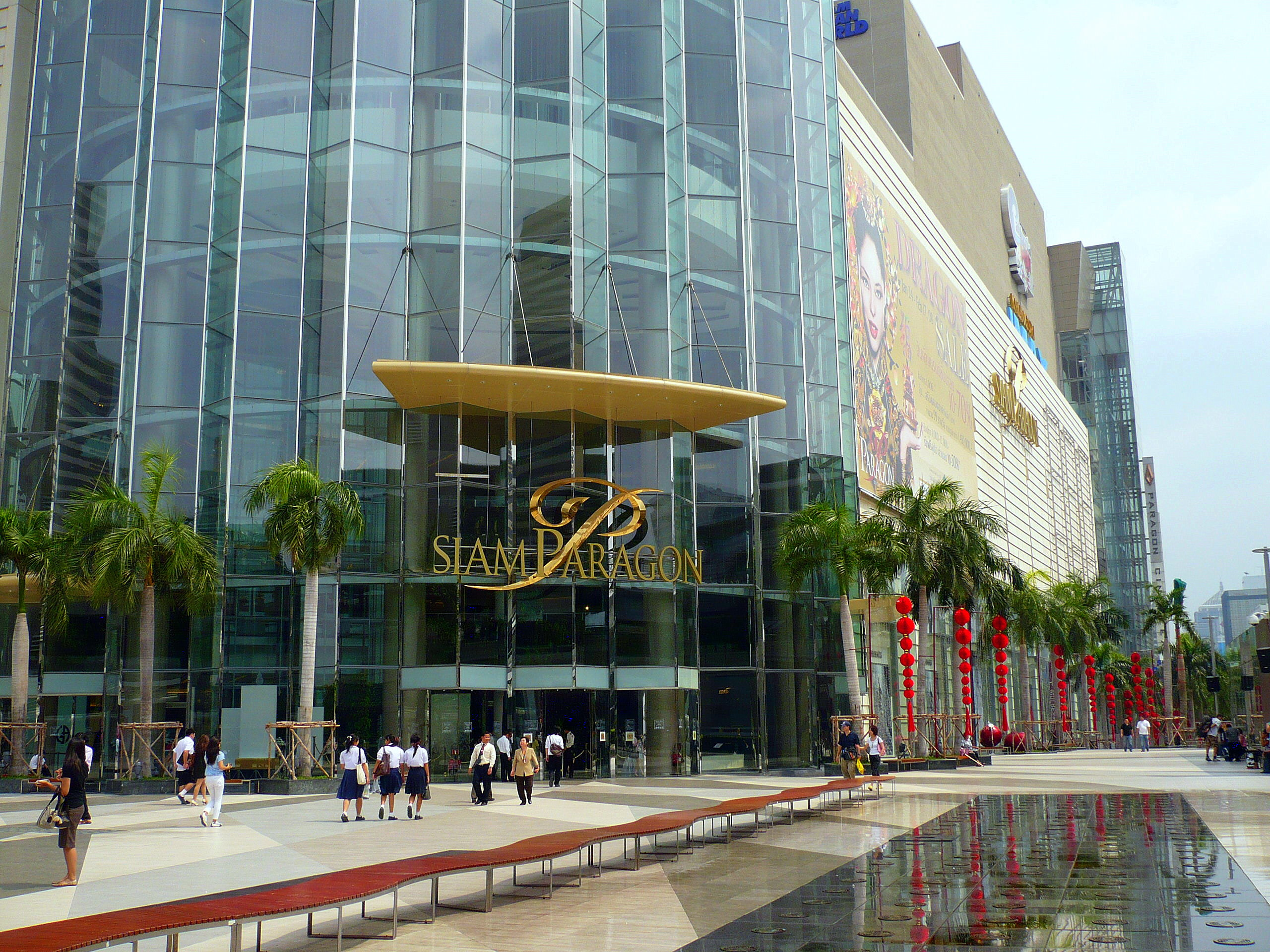
싸얌 파라곤

싸얌 파라곤(태국어: สยามพารากอน, 영어: Siam Paragon)은 태국 방콕에 있는 대형 상업시설이다. 라마 1세 거리 부근에 위치하고 있으며, 방콕 스카이트레인의 싸얌 역 및 싸얌 센터에 인접해 있다. 더 몰 그룹의 소유이다.